# 特奥多尔·科斯肯涅米
特奥多尔·科斯肯涅米（芬蘭語：Teodor Koskenniemi，1887年11月5日—1965年3月15日），芬兰男子田径运动员，主攻长跑。他曾代表芬兰参加1920年夏季奥林匹克运动会田径比赛，获得一枚金牌。